# Босс ниггер
«Босс ниггер» (англ. Boss Nigger), также имеет название «Босс» (англ. The Boss) — американский вестерн 1975 года режиссёра Джека Арнольда. В главной роли снялся бывший игрок в американский футбол и звезда жанра блэксплотейшн Фред Уильямсон, который также выступил автором сценария и сопродюсером. Для Уильямсона это стал первый фильм в качестве продюсера и сценариста.

## Сюжет
Двое чернокожих охотников за головами, Босс (Фред Уильямсон) и Амос (Д’Арвиль Мартин) приезжают в небольшой городок Сан-Мигель в поисках преступника Джеда Клэйтона (Уильям Смит). У встреченных и убитых ими бандитов Амос находит записку, из которой следует что мэр Сан-Мигеля (Р Джи Армстронг) знаком с Джедом и даже написал приказ о назначении его шерифом. По пути они спасают от нападения бандитов темнокожую девушку Клару Мэй (Кармен Хэйуорд). В городе Босс предъявляет мэру приказ и к недовольству горожан самовольно становится шерифом, а Амоса назначает помощником. Амос начинает вводить новые законы, по которым их с Боссом нельзя называть «ниггерами», а в это время Босс убивает двоих и арестовывает одного члена банды Джеда, заехавших в город для вымогательства продуктов и боеприпасов. Джед Клэйтон решает приехать в город с остальными головорезами, чтобы спасти своего и преподать урок выскочкам.

## Актёры
| Актёр                   | Роль              |
| ----------------------- | ----------------- |
| Фред Уильямсон          | Босс              |
| Д’Арвиль Мартин         | Амос              |
| Уильям Смит             | Джед Клэйтон      |
| Роберт Голден Армстронг | мэр Гриффин       |
| Дон «Рэд» Барри         |                   |
| Барбара Ли              | мисс Прютт        |
| Кармен Хэйуорд          | Клара Мэй         |
| Кармен Сапата           | Маргарита         |
| Брюс Гордон             | владелец магазина |
| Бен Зеллер              | кузнец            |
| Сонни Роббинс           | Слабая Нога       |
| Дон Хейз                | Парк              |
| Джонатан Бэнкс          | пьяница           |
| Сонни Купер             | прачка            |
| Фил Мид                 | помощник мэра     |
| Гарри Лак               | грубый горожанин  |
| Элизабет Сэксон         | жена грубияна     |
| Пол Барби               | официант          |
| Люк Джонс               | Дэн               |
| Дон Хаун                | Пол               |
| Пол Конлан              | Тодд              |
| Марк Брито              | Панчо             |
| Джо Альфасо             | Педро             |
| Лу Брито                | жена Педро        |
| Кип Ален                | клерк             |

## Релиз
Босс нигер был также выпущен под названиями The Boss и The Black Bounty Killer.
В 2008 году Босс нигер, под названием Босс был выпущен на DVD.

## Отзывы критики
При первоначальном релизе обозреватель The New York Times Винсент Кэнби описал Босс ниггер как «приятный сюрприз для тех кто наткнулся на него случайно». Он охарактеризовал игру Уильямсона как «весьма самоуверенную пародию на Человека без имени, сыгранного Клинтом Иствудом в фильмах Серджо Леоне.» Кэнби завершил свой обзор тем, что назвал причину по которой Босс ниггер выделяется среди других «чёрных» вестернов: «Большинство чёрных вестернов либо игнорируют расу либо делают это основополагающим моментом фильма. Боссу ниггеру каким-то образом удалось сделать и то и другое в равной степени успешно».
В своей рецензии 2007 года обозревательTime Out предположил что Уильямсон пародировал свои же жестокие роли, которые играл в других блэксплотейшенах. Рецензент также заметил, что «Босс ниггер» примечателен своим «старомодным бескровным насилием».
В своей рецензии 2007 года кинокритик Райан Дайдак описал Босс ниггер, а также весь рынок блэксплотейшенов как пример «повышения компетентности через перевёрнутое представление общепринятых ограничений в возможностях чёрных людей». Дайдак особо отметил трейлер фильма за его манеру вызывать чувство чёрного превосходства и белой истерии, а также стимулировать публику к идентификации себя с героем-изгоем, вставшим перед трудностями законов белой Америки.

## Уильям Смит о фильме
В интервью 1998 года исполнитель роли Джеда Слэйтона Уильям Смит рассказал про опыт, полученный во время съёмок фильма. Будучи белым, он сказал что никогда не чувствовал какого-либо расового волнения, несмотря на факт что производство фильма пришлось на время рассвета движения Black Power. Он рассказал некоторые эпизоды съёмок:

Я был убит в… «Боссе ниггере» Фредом Уильямсоном. Мы отлично провели время во время наших драк. Мы отправились в Аризону на съёмки «Босса» с Ар Джи Армстронгом. На съёмочной площадке было полно городских чёрных детишек. Они падали со своих лошадей как Невилл Брэнд в «Ларедо», разве что они не были пьяны, разумеется. Фред и я поставили для фильма не одну великую драку.— 